# 聖厄里亞主教座堂 (阿勒頗)
聖厄里亞主教座堂（阿拉伯语：كاتدرائية القدّيِس الياس）是一座天主教教堂，屬於東儀天主教會的马龙尼礼教会，馬龍尼禮天主教阿勒颇總教區的主教座堂，位于叙利亚阿勒颇的基督徒区，以先知厄里亞命名。该堂起源于15世纪，1625年，意大利探险家报告说，阿勒颇的基督徒区有四座互相毗邻的教堂，除该堂外，另外三座属于亚美尼亚使徒教会和希腊正教会。目前教堂建于1873年，拥有两座宏伟的钟楼。1914年大修。